# Provincia Sinop
Provincia Sinop este o provincie a Turciei cu o suprafață de  km², localizată în